# François Beauck
François Beauck (Brussel, 1876 - ? 1946) was een Belgisch kunstschilder, eerst getrouwd met de schilderes Eva Beauck en daarna met de soliste Emma Beauck. Hij was ook een muzikaal componist.

## Levensloop
François Beauck was de artiestennaam van Louis François Paul Désiré Boucq, geboren in Brussel op 27 mei 1876. Hij was de zoon van Louis Joseph Boucq, werknemer in 1874, masseur in 1897, gepensioneerd op de burgerlijke lijst in 1907, geboren te Beloeil in 1841, en van Pauline Joséphine Catherine Wouters, geboren in 1847 in Brussel, die in 1874 in Brussel waren getrouwd. Louis Joseph Boucq en Pauline Wouters woonden aan het begin van de 20e eeuw te Beloeil. De grootvader van vaderskant, Pierre Boucq, geboren te Beloeil in 1809 en overleden te Beloeil in 1897, was tuinman in Beloeil, en de grootmoeder van vaderskant, Adèle Olivier, kwam ook uit Beloeil, waar zij werd geboren in 1807 en stierf in 1884. Zij waren in 1832 te Beloeil getrouwd. De familie Boucq kwam uit Quevaucamps. Van moederskant was de grootvader François Wouters, werknemer, en Pétronille Désirée Savary, beiden wonend in Brussel. Adolphe Beauck, broer van François, was tenor bij de Vlaamse Schouwburg in Antwerpen in 1904. Een oom van François Beauck was Adolphe Wouters, pianoleraar te Elsene.
In zijn eerste huwelijk, op 10 april 1897 in Elsene, trouwde Louis François Paul Boucq, toen klerk-organist en wonende in de Keyenveldstraat 91 in Elsene, met Eva Marie Pélagie Vanderbeck, geboren te Eigenbrakel op 18 april 1875 en wonende in de Hippodroomlaan 130 te Elsene. Haar vader, Jules Vanderbeck, was caféhouder in Elsene, later drukker te Ukkel, en haar moeder Henriette Vanherck woonde met hem in Elsene. Eva Vanderbeck overleed te Ukkel, Montjoielaan 179, op 12 januari 1904. In de overlijdensakte van zijn vrouw wordt François Beauck vermeld als kerkklerk. Eva Vanderbeck, onder de artiestennaam Eva Beauck, was een veelbelovend schilderes, en nam postuum deel aan het eerste Salon des Indépendants Belges.
Op 14 januari 1907 trouwde Louis François Paul Boucq, die toen als schilder werd omschreven en in de Joseph Hazardstraat 19 in Ukkel woonde, in Sint-Gillis met Joséphine Emma Louise Eugénie Kesteloot, die op 25 oktober 1862 in Brussel was geboren, zangeres en weduwe van Ferdinand Birner. Deze laatste was in 1898 in Sint-Gillis overleden. Als artieste, stond Emma bekend als Emma Birner of later, Beauck-Birner. Zij was de dochter van Eugène Kesteloot en Marie Caroline Nica, die in Sint-Gillis woonden. Bij het huwelijk in 1907 was een van de getuigen de schilder Camille Lambert die in Sint-Lambrechts-Woluwe woonde. Uit het eerste huwelijk van Joséphine Emma Kesteloot werd in 1886 in Schaarbeek Emma Marie Louise Eugènie Birner geboren en zij trouwde met de boekhouder Anthino Joseph Renson te Sint-Gillis in 1908. Emma Beauck was ook de privé-zangeres van de gravin van Vlaanderen en had ook voor koningin Elisabeth gezongen.
François was een autodidact en was naast kunstschilder ook tekenaar, etser en illustrator. In 1905 rondde hij zijn studie aan de Academie Picard af als laureaat.
Hij schilderde landschappen, portretten maar vooral vrouwelijke figuren. Hij zorgde ook voor de illustraties in enkele literaire werken. Hij illustreerde ook het drama "Le Cloître", van Emile Verhaeren.
Hij werd vaak "de schilder van de angst" (le peintre de l'effroi) genoemd voordat hij zich losmaakte van zijn verleden als macabere tekenaar en met een exact gevoel voor waarden een solide temperament als colorist openbaart.
Hij woonde ook in de "Avenue des Fleurs" 84, in Ukkel, waar mevrouw Emma Beauck haar zangschool had.
Daarnaast waren François Beauck en zijn vrouw vegetariërs.
In 1910 werd hij lid van de kunstenaarsvereniging Les Indépendants Belges.
Tijdens de Eerste Wereldoorlog woonde hij in Zwitserland, en in deze periode van ballingschap werd zijn vrouw, Emma Beauck-Birner, zanglerares in Lausanne en gaf daar concerten. Hij was zelf ook een muzikale componist.
François Beauck overleed in december 1946.     
Emma Beauck overleed in Brussel (Elsene) op 25 januari 1948, in het rusthuis waar ze korte tijd woonde.

## Tentoonstellingen
- Salon 1905, Oostende
- Salon 1907, Brussel
- Salon annuel, 1909 Le Sillon, Brussel. Aan deze tentoonstelling namen ook veel andere bekende kunstenaars deel, o.a.: Alfred Bastien, James Ensor, Arthur Navez, Auguste Oleffe, Henry Ramah en Rik Wouters.[25] Trouwens Henry Ramah werd door François Beauck aangemoedigd tot een kunstenaarsloopbaan.[26]
- Brussel 1924: Cercle Artistique et Littéraire, samen met Maurice Langaskens, René Ovyn en Paul Stoffyn

## Musea
- Brussel, Museum David en Alice Van Buuren
- Brussel (Elsene), Maison Camille Lemonnier
- Verzameling Belgische Staat